# Bijakovac
Bijakovac (szerbül: Бијаковац), falu Bosznia-Hercegovinában, Bosanska krajina területén, Kozarska Dubica községben, a Szerb Köztársaságban. 

## Fekvése
Bosznia-Hercegovina északi részén, Banja Lukától légvonalban 42, közúton 69 km-re északnyugatra, községközpontjától légvonalban 13, közúton 16 km-re délkeletre, a Potkozarje dombvidékén és a Prosara-hegység déli lejtőin, 150 - 250 méteres tengerszint feletti magasságban, két patak völgyének találkozásánál fekszik. 1961 óta a falu fokozatosan elnéptelenedő terület. A lakosság mezőgazdasággal foglalkozik. A faluban általános iskola és üzlet működik.

## Népessége
| Nemzetiségi csoport | Népesség 1991 | Népesség 2013 |
| ------------------- | ------------- | ------------- |
| Szerb               | 218           | 105           |
| Bosnyák             | 0             | 0             |
| Horvát              | 2             | 1             |
| Jugoszláv           | 2             | 0             |
| Egyéb               | 2             | 0             |
| Összesen            | 224           | 106           |

## Története
A település 1878-ig tartozott az Oszmán Birodalomhoz, ekkor a berlini kongresszus határozata alapján az Osztrák-Magyar Monarchia része lett. 1910-ben a Bosanska Dubica-i járásban fekvő községben 176 háztartást. 1035 ortodox szerb, 3 muszlim és 3 katolikus lakost találtak. A monarchia szétesésével 1918-ben előbb a Szerb-Horvát-Szlovén Királyság, majd 1929-től a Jugoszláv Királyság része. 1921-ben a községnek 183 háztartása és 1039 lakosa volt. Jugoszlávia megszállása után a falu a Független Horvát Állam (NDH) része lett.
1945-től a település a szocialista Jugoszlávia része volt. A Bosznia-Hercegovinában zajló polgárháború idején a település a Boszniai Szerb Köztársaság része volt. Jugoszlávia felbomlása és a bosznia-hercegovinai háború során a falu nem szenvedett jelentősebb veszteségeket. 1995. szeptember 18-án és 19-én az Una horvát hadművelet keretében Kozarska Dubica község területét megtámadta a Horvát Köztársaság hadserege (HV). Ezt a támadást a Boszniai Szerb Köztársaság hadserege (VRS) és a helyi lakosság visszaverte. A harcok nem értek el idáig. A daytoni békeszerződést követő területfelosztásnál a település, Kozarska Dubica község részeként a Szerb Köztársaság területéhez került.

## Nevezetességei
- Szent Konstantin császár és Szent Ilona császárnő tiszteletére szentelt ortodox plébániatemploma 2012-ben épült a régi, 1873-ban épített és a második világháborúban lerombolt templom helyén.[7] A templom építése már 1989-ben elkezdődött, de a boszniai háború idején az építés félbemaradt. Az ortodox parókia építése 2023-ben kezdődött.